# Dichagyris pfeifferi
Dichagyris pfeifferi là một loài bướm đêm thuộc họ Noctuidae. Loài này có ở miền đông và tây nam Thổ Nhĩ Kỳ, Iran và Israel.
Con trưởng thành bay từ tháng 8 đến tháng 10. Có một lứa một năm.